# منع المخدرات
يعتبر منع المخدرات إما عبر القوانين المقيدة للاستهلاك أو القوانين الدينية وسيلة شائعة لمنع الاستخدام الاستجمامي لبعض المواد المخدرة.
في حين تعتبر حيازة بعض العقاقير ممنوعة قانونيًا، تنظم حكومات عديدة عمليات تصنيع الأدوية المخدرة وتوزيعها وتسويقها وبيعها واستخدامها من خلال نظام الوصفات الطبية على سبيل المثال، فقد تصبح حيازة الأمفيتامينات قانونية إذا كانت هذه الأدوية موصوفة رسميًا من قبل طبيب، في غير هذه الحالة تعتبر حيازة هذه الأدوية أو بيعها جريمة يعاقب على القانون. يخضع عدد من أنواع الأدوية المخدرة لما يعرف باسم «الحظر الشامل» على جميع أشكال الحيازة أو التعاطي (مثل عقار ليسرجيد المهلوس). تشمل المواد الأكثر حظرًا الأدوية نفسية المفعول، مع أن الحظر الشامل يمتد إلى بعض الستيرويدات والأدوية الأخرى.
بعض الحكومات لا تجرم حيازة كميات محدودة من أدوية معينة للاستعمال الشخصي، على الرغم من حظر بيع هذه الأدوية أو إنتاجها أو حتى حيازتها بكميات كبيرة. تضع بعض القوانين (أو الممارسات القضائية) حدًا معينًا مسموحًا به من كل دواء محظور، وتعتبر حيازة كمية تفوقه بحكم القانون دليلًا على تهريب هذا الدواء أو المتاجرة به.
تحظر دول إسلامية معينة استهلاك الكحول، كما تفرض حكومات عديدة ضريبة أخلاقية على منتجات الكحول والتبغ، وتمنع بيع الكحول والتبغ أو إهداءها للقُصّر. تشمل القيود الشائعة الأخرى منع الشرب في الأماكن العامة والتدخين في الأماكن المغلقة. في أوائل القرن العشرين، حظرت دول عديدة بيع الكحول واستهلاكه، من بينها الولايات المتحدة (1920 – 1933) وفنلندا (1919 – 1932) والنرويج (1916 – 1927) وكندا (1901 – 1948) وآيسلندا (1915 – 1922) والإمبراطورية الروسية ثم الاتحاد السوفيتي (1914 – 1925). في الواقع، كانت المشروبات الكحولية مشمولة ضمن الاتفاقية الدولية الأولى لتقييد الأدوية نفسية المفعول، وذلك عام 1890 (مؤتمر بروكسل). عُقدت الاتفاقية الأولى الخاصة بالأفيون بعد عقدين فقط، وذلك عام 1912.

## تعريفات
عند الحديث في سياق المنع على وجه الخصوص، تعرف المخدرات على أنها أي مواد نفسية التأثير تسعى السلطة الحكومية أو الدينية إلى تقييد استخدامها. يختلف تعريف المخدرات مع اختلاف الأزمنة والمعتقدات الدينية. أما المواد ذات التأثير النفسي فهي معروفة بشكل جيد للعلم الحديث. تتراوح الأمثلة عليها من الكافيين الموجود في القهوة والشاي والشوكولا إلى النيكوتين في منتجات التبغ والمشتقات النباتية مثل المورفين والهيروين وصولًا إلى المواد المركبة مخبريًا مثل إكستاسي (3، 4 ميثيلين دي أوكسي أمفيتامين) وفينتانيل.
تملك المركبات السابقة دون استثناء تقريبًا استخدامات طبية، وفي هذه الحالات تطلق عليها تسمية العقاقير الطبية أو الأدوية فحسب. يعتبر استخدام الأدوية لإنقاذ الحياة أو إطالتها أو تخفيف الألم أمرًا طبيعيًا وغير جدلي في معظم ثقافات العالم. ينطبق الحظر على بعض شروط الحيازة والاستخدام. يشير مصطلح الاستخدام الاستجمامي إلى تعاطي هذه المواد بهدف الحصول على التأثير النفسي تحديدًا بعيدًا عن الظرف الصحي أو رعاية الطبيب. في القرن الحادي والعشرين، يملك الكافيين استخدامات دوائية. يستخدم الكافيين لعلاج خلل التنسج القصبي الرئوي. في معظم الثقافات، لا يخضع استهلاك الكافيين الموجود في القهوة والشاي إلى أي قيود. يستهلك العالم أكثر من 2.25 مليار فنجان من القهوة يوميًا. تحظر أديان معينة استهلاك القهوة مثل كنيسة يسوع المسيح لقديسي الأيام الأخيرة، فهم يعتقدون أن استهلاك القهوة أمر مضر على الجانبين الجسدي والروحي.
يعود سبب رغبة الحكومات بتقييد استهلاك أدوية معينة إلى التأثير السلبية لهذه الأدوية على متعاطيها أو ببساطة لأن الحكومة تطمع بمكاسب مادية. منع البرلمان البريطاني حيازة جميع أشكال الشاي غير الخاضع للضرائب عندما أصدر قانون الشاي عام 1773. في هذه الحالات، كما في حالات مشابهة عديدة، لم تكن المادة بحد ذاتها هي الممنوعة، إنما فرضت القيود على شروط معالجتها واستهلاكها. يعتمد تحديد هذه الشروط بشكل كبير على نية الفاعل، ما يجعل تطبيق القوانين أمرًا أكثر صعوبة، ففي ولاية كولورادو الأمريكية تعتبر حيازة «الخلاطات والأواني والحافظات والملاعق وأدوات مزج الطعام» غير قانونية في حال وجود نية لاستخدامها في صناعة المخدرات.
يملك عدد كبير من المواد المخدرة استخدامات صناعية إلى جانب الاستخدامات الدوائية والاستجمامية. إذ يستخدم أكسيد النيتروس المعروف باسم غاز الضحك كمخدر في طب الأسنان، كما يمكن استخدامه لصناعة الكريمة المخفوقة وتزويد محركات الصواريخ بالوقود وتحسين أداء سيارات السباق.

## التاريخ
تعود زراعة المخدرات والمواد نفسية التأثير واستخدامها والتجارة بها إلى العصور القديمة. بشكل متزامن حاولت السلطات بشكل متكرر تقييد حيازة المخدرات والتجارة بها لأسباب سياسية ودينية متنوعة. في القرن العشرين، قادت الولايات المتحدة الأمريكية موجة جديدة من إجراءات مكافحة المخدرات سميت باسم «الحرب على المخدرات».

### الحرب على المخدرات
ردًا على ارتفاع معدلات تعاطي المخدرات بين الشباب وانتشار الثقافة المعادية للسلطة، شددت حكومات العديد من البلدان إجراءات منع المخدرات منذ ستينيات القرن العشرين فصاعدًا. أصبح الدعم الدولي لحظر الأدوية نفسية التأثير سمة أساسية لسياسات الولايات المتحدة خلال كل من الإدارات الديمقراطية والجمهورية، حتى أن دعم الولايات المتحدة للحكومات الأجنبية كان معتمدًا بشكل كبير على موقف هذه الحكومات من سياسة مكافحة المخدرات التي اتخذتها الإدارة الأمريكية.
تشمل أهم إنجازات هذه الحملة الاتفاقية الوحيدة للمخدرات عام 1961 واتفاقية المؤثرات العقلية عام 1971 واتفاقية الأمم المتحدة ضد الإتجار غير المشروع في المخدرات والمؤثرات العقلية عام 1988. في عدد من الدول النامية حيث يتمتع استهلاك المواد الممنوعة بدعم شعبي قديم، ظهرت مقاومة كبيرة للضغوط الخارجية الهادفة إلى إصدار قوانين ملزمة ببنود الاتفاقيات الدولية. لم تفعل نيبال ذلك حتى عام 1976.
في عام 1972، أعلن الرئيس الأمريكي ريتشارد نيكسون بداية ما عرف باسم «الحرب على المخدرات». لاحقًا أضاف الرئيس رونالد ريغان منصب «قيصر المخدرات» إلى المكتب التنفيذي لرئيس الولايات المتحدة. في عام 1973، أصدرت ولاية نيويورك قوانين تنص على الحكم بالسجن لمدة لا تقل عن 15 سنة وقد تصل إلى السجن المؤبد لقاء حيازة كمية تزيد عن 113 غرامًا (4 أونصات) من أي من المخدرات القوية، دعيت هذه القوانين باسم قوانين روكفلر نسبة إلى حاكم ولاية نيويورك ونائب الرئيس الأمريكي لاحقًا نيلسون روكفلر. صدرت كذلك قوانين مشابهة في مختلف الولايات الأمريكية.
كانت سياسة «ثلاث مخالفات ثم ينتهي أمرك» الشاملة لولاية كاليفورنيا عام 1994 من بين أوائل السياسات الملزمة بالسجن التي تحصل على شعبية كبيرة في البلاد، وتبنتها الأنظمة القضائية لاحقًا في معظم الولايات الأمريكية. تقضي هذه السياسة بفرض السجن المؤبد عند الإدانة للمرة الثالثة بأي جناية متعلقة بالمخدرات. أُصدرت سياسة «ثلاث مخالفات» مشابهة في المملكة المتحدة من قبل الحكومة المحافظة عام 1997. طبق هذه التشريع حدًا أدنى من السجن لمدة سبع سنوات لكل من أدين للمرة الثالثة بجرم تهريب المخدرات التي تشمل المخدرات من الفئة أ.